# 栄村 (長野県上水内郡)
栄村（さかえむら）は長野県上水内郡にあった村。現在の長野市中条・中条日高・中条住良木にあたる。

## 地理
- 河川：土尻川、薬師沢川

## 歴史
- 1889年（明治22年）4月1日 - 町村制の施行により、中条村・日高村・住良木村の区域をもって発足。
- 1955年（昭和30年）2月1日 - 日里村の一部（祖山を除く）と合併して中条村が発足。同日栄村廃止。
  - 日里村の残部（祖山）は鬼無里村に編入。